# Dmitrij Konstantinovič Suzdalský
Dmitrij Konstantinovič (okolo 1323, Suzdal – 5. června 1383, Nižnij Novgorod) z dynastie Rurikovců byl kníže suzdalský (1356-1383), veliký kníže vladimirský (1360-1363) a nakonec veliký kníže suzdalsko-nižněnovgorodský.
Po smrti velikého knížete vladimirského Ivana II. Ivanoviče, který zanechal pouze dva nezletilé syny, udělil chán Zlaté hordy Navruz jarlyk na veliké knížectví vladimirské nikoliv moskevskému knížeti, jako tomu bylo dosud, ale nižněnovgorodskému knížeti Andrejovi. Andrej však neoplýval panovnickým nadáním, proto se této hodnosti zřekl ve prospěch svého bratra suzdalského knížete Dmitrije Konstantinoviče.
S tím nebyla srozuměna regentská vláda, spravující moskevské knížectví za nezletilého knížete Dmitrije, a využila krvavých sporů o trůn, které tehdy vypukly v Hordě, i vojenské síly moskevského knížectví, aby navrátila velkoknížecí titul do Moskvy. To se jí podařilo v roce 1362
Poté, co Dmitrij Konstantinovič přišel o veliké knížectví vladimirské, snažil se prosadit v Nižním Novgorodu, kde se po Andreji Konstantinoviči zmocnil vlády jeho mladší bratr Boris. To se neobešlo bez vojenské pomoci, o kterou požádal v Moskvě. Regentská vláda byla ochotna požadovanou pomoc poskytnout, neboť pro Moskvu bylo výhodné zainteresovat Dmitrije Konstantinoviče mimo hranice velikého knížectví vladimirského. Boris byl přinucen opustit Nižnij Novgorod a stáhnout se do svého goroděckého údělu. Dmitrij se stal roku 1365 velikým knížetem suzdalsko-nižněnovgorodským a jeho dcera Jevdokija se o rok později provdala za mladého Dmitrije Donského.

## Použitá literatura
- Gorskij, A.A., Moskva i Orda, Moskva 2000
- Fennell. J.L.I., The Emergence of Moscow 1304-1395, Los Angeles 1968
- Nitsche, P., Die Mongolenzeit und der Aufstieg Moskaus (1240-1538), in: Handbuch der Geschichte Russlands 1, ed. Hellmann, M., Stuttgart 1981
- PICKOVÁ, Dana. Velké ruské dějiny I: Od Rusi k moskevskému carství. Praha: Nakladatelství Epocha, 2023.